# 安乐县 (西汉)
安乐县，中国古县名，治所在今北京市顺义区古城村北。曹魏封蜀后主刘禅为安乐县公，即此。

## 沿革
西汉置县，属渔阳郡。曹魏徙治安乐庄（今顺义区马坡地区衙门村），属燕国。晋因之。北魏废县。

## 遗址
顺义区古城村北现余夯土城墙，为顺义区区级文物保护单位，称为古城遗址。
关于此处遗址的归属，历来争论纷纷。现代学者考据郦道元《水经注》，证明了该遗址即安乐县址，确定了安乐县位置。
一说，安乐县址位于今北京市朝阳区东坝地区，该处遗址为军都县址。